# Carl Tryggers stiftelse för vetenskaplig forskning
Carl Tryggers stiftelse för vetenskaplig forskning är en svensk stiftelse. Den har till uppgift att ge forskningsstöd inom ämnesområdena skogs- och lantbruksvetenskap, biologi, kemi och fysik även innefattande dessa vetenskapers tekniska tillämpningar och med en inriktning som kan förväntas bidra till näringslivets utveckling i Sverige.
Under de senaste åren har stiftelsen delat ut forskningsmedel till ett belopp av mellan 40 och 48 miljoner kronor årligen.